# 24 august
ianuarie • februarie • martie  • aprilie  • mai  • iunie  • iulie  • august  • septembrie  • octombrie  • noiembrie  • decembrie
24 august este a 236-a zi a calendarului gregorian și a 237-a zi în anii bisecți. Mai sunt 129 de zile până la sfârșitul anului.

## Evenimente

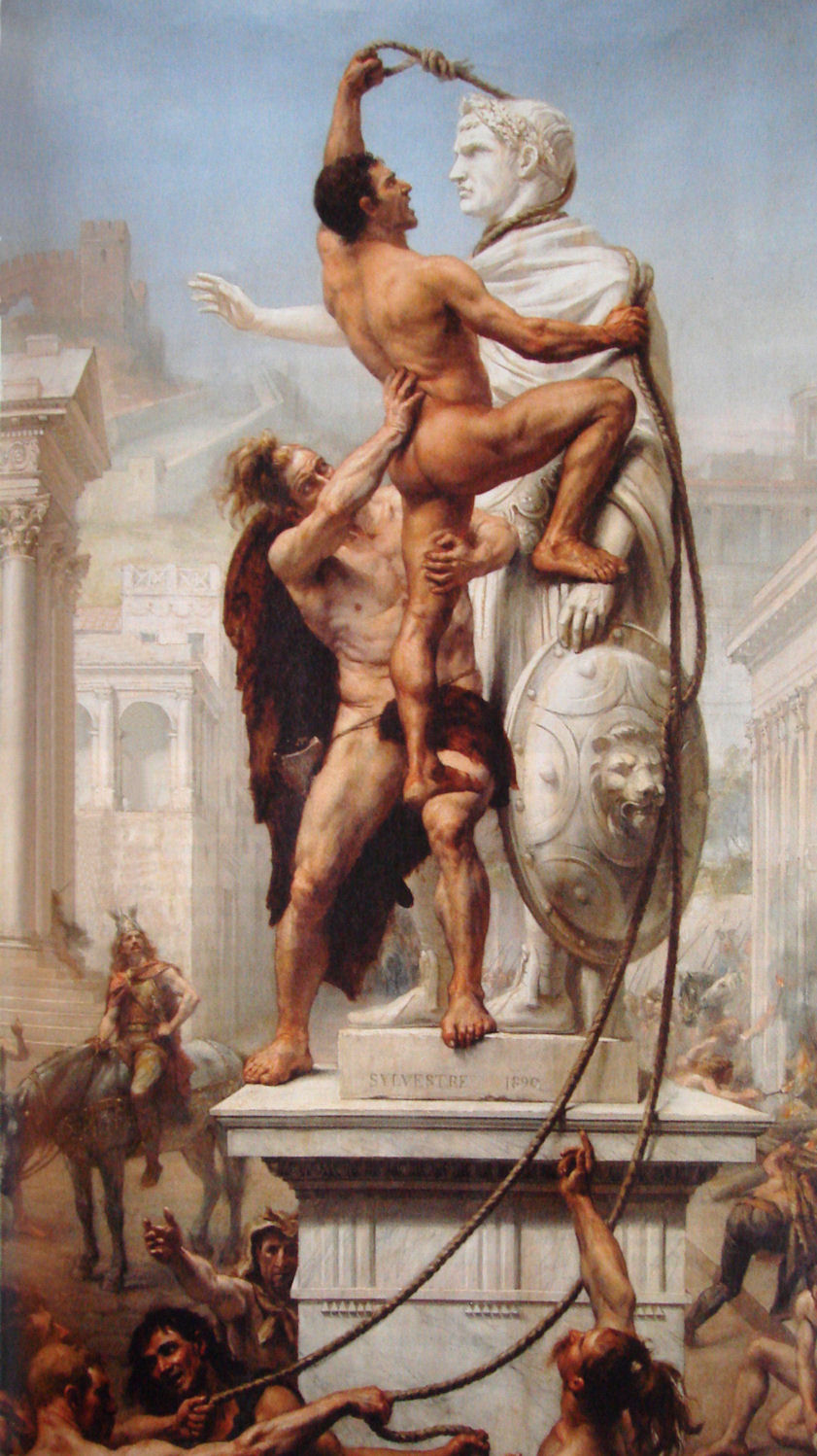
410: Jefuirea Romei de către vizigoți

1572: Noaptea Sfântului Bartolomeu: masacrarea hughenoților la Paris (vezi și Henric al IV-lea al Franței). Declanșarea celui de-al patrulea război civil în Franța (1572-1573).

- 0079: Erupția Vezuviului. Orașele Pompei, Herculaneum și Stabiae sunt acoperite de lavă. Moare și enciclopedistul C. Plinius Secundus, autorul "Istoriei naturale".
- 0394: Este scrisă Inscripția lui Esmet-Akhom, cea mai recentă inscripție cunoscută în hieroglife egiptene.[1]
- 0410: Vizigoții conduși de Alaric ocupă Roma, jefuind-o în trei zile.
- 1200: Regele Ioan al Angliei semnatarul primei Magna Carta se căsătorește cu Isabella de Angoulême în Catedrala Angoulême.[2]
- 1215: Papa Inocențiu al III-lea emite o bulă prin care declară Magna Carta invalidă.[3]
- 1561: Wilhelm Taciturnul se căsătorește cu ducesa Ana de Saxonia.[4]
- 1572: Noaptea Sfântului Bartolomeu: masacrarea hughenoților la Paris (vezi și Henric al IV-lea al Franței). Declanșarea celui de-al patrulea război civil în Franța (1572-1573).
- 1857: Începe Panica din 1857, declanșând una dintre cele mai grave crize economice din istoria Statelor Unite.
- 1912: Alaska devine teritoriu al Statelor Unite.
- 1929: Are loc Masacrul de la Hebron, când 67 de evrei (inclusiv 23 de studenți) au fost uciși la Hebron, atunci parte din Mandatul britanic pentru Palestina, de către arabi incitați la violență prin zvonuri că evreii au pus stăpânire pe Moscheile de pe Muntele Templului.
- 1942: Al Doilea Război Mondial: Bătălia Insulelor Solomon de Est. Portavionul japonez Ryūjō este scufundat, cu pierderea a șapte ofițeri și 113 membri ai echipajului. Transportatorul american USS Enterprise este grav avariat.
- 1960: Se înregistrează cea mai scăzută temperatură vreodată pe Pământ: -88,3 °C (la Stația Vostok)
- 1963: Biserica Sfinții Trei Ierarhi din Cernăuți este catalogată drept monument istoric al RSS Ucrainene.
- 1968: Franța detonează prima sa bombă cu hidrogen.
- 1981: Mark David Chapman este condamnat la 20 de ani de închisoare pentru uciderea lui John Lennon.
- 1989: În Polonia, Tadeusz Mazowiecki devine primul prim-ministru non-comunist, după Al Doilea Război Mondial.
- 1991: Mihail Gorbaciov renunță la funcția de lider al PCUS și cere autodizolvarea acestuia.[5]
- 1991: Ucraina își declară independența față de Uniunea Sovietică.[6]
- 2006: Uniunea Astronomică Internațională a votat redefinirea termenului de planetă, retrogradând Pluto la statutul de „planetă pitică” și lăsând sistemul solar cu numai opt planete.
- 2008: Ceremonia de închidere a Jocurilor Olimpice de vară de la Beijing, China. România obține un total de 8 medalii (4 de aur, 1 de argint, 3 de bronz).
- 2012: În urma unui proces marcat de provocări, extremistul Anders Behring Breivik este găsit vinovat de comiterea atentatelor de la Oslo și Utoeya, soldate cu 77 de morți în iulie 2011. El este condamnat la 21 de ani de închisoare, pedeapsa maximă, care poate fi prelungită atât timp cât va fi considerat periculos.
- 2016: Proxima Centauri b, cea mai apropiată exoplanetă de Pământ, este descoperită de Observatorul European Sudic.[7]
- 2023: Japonia începe oficial evacuarea apei radioactive tratate de la centrala nucleară Fukushima Daiichi în Oceanul Pacific, provocând îngrijorări și condamnări internaționale.[8]

## Nașteri
- 1358: Ioan I al Castiliei (d. 1390)
- 1561: Bartholomaeus Pitiscus, matematician german (d. 1613)
- 1750: Letizia Ramolino, mama împăratului Napoleon I al Franței (d. 1836)
- 1758: Sophia Frederica de Mecklenburg-Schwerin (d. 1794)
- 1772: Regele William I al Olandei (d. 1843)
- 1821: Ecaterina Frederica de Württemberg, mama regelui Wilhelm al II-lea de Württemberg (d. 1898)
- 1838: Ludovic Filip, Conte de Paris, nepot al regelui Ludovic-Filip al Franței (d. 1944)
- 1855: Maria Tereza de Bragança, arhiducesă de Austria (d. 1944)
- 1865: Regele Ferdinand I al României, al doilea rege al României (1914-1927) (d. 1927)
- 1869: Philippe de Orléans, duce de Orléans, duce de Montpensier (d. 1926)

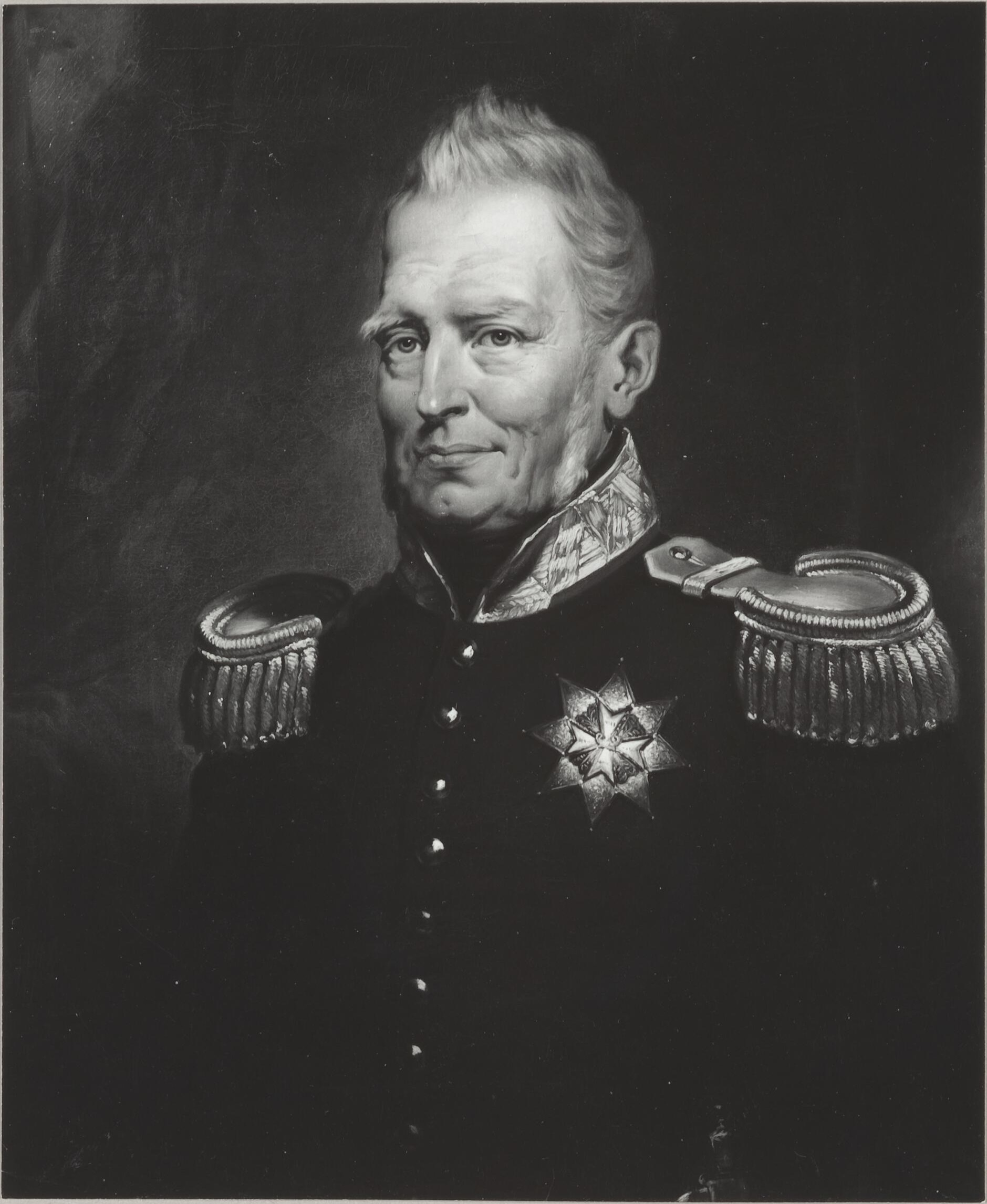
William I al Olandei
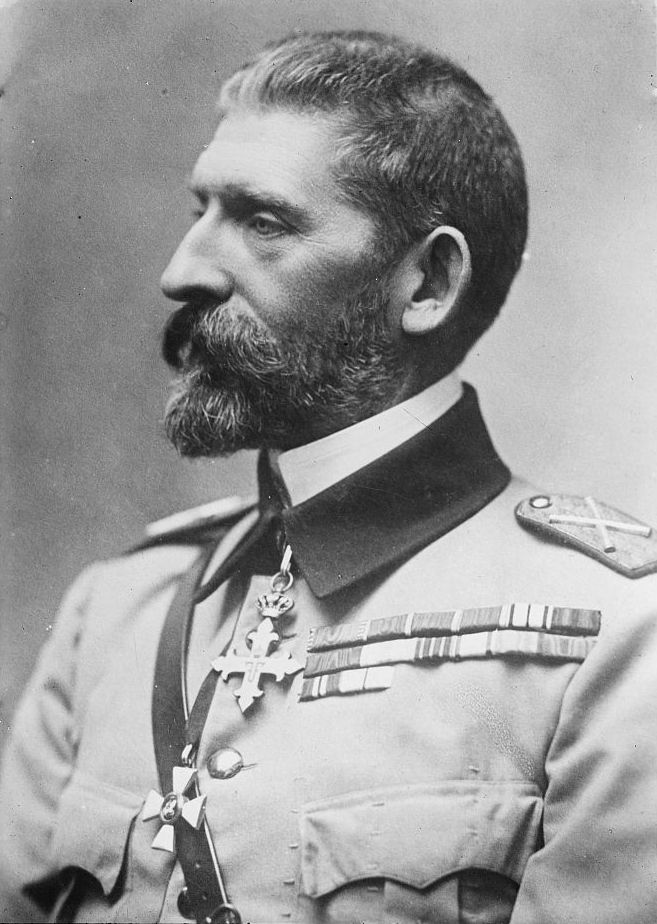
Regele Ferdinand I al României
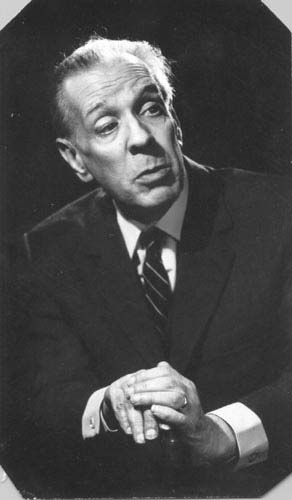
Jorge Luis Borges, poet, prozator și eseist argentinian

- 1872: Raicu Ionescu-Rion, publicist (d. 1895)
- 1885: Ion S. Gheorghiu, inginer energetician (d. 1968)
- 1890: Jean Rhys, scriitoare din Dominica (d. 1979)
- 1899: Jorge Luis Borges, poet, prozator și eseist argentinian (d. 1986)
- 1900: Theodor Bușniță, hidrobiolog, ihtiolog și histolog român (d. 1977)
- 1902: Martin Bercovici, inginer electromecanic român (d. 1971)
- 1923: Joan Chandler, actriță americană (d. 1979)
- 1927: Harry Markowitz, economist american, laureat Nobel (d. 2023)
- 1929: Yasser Arafat, președintele Autorității Naționale Palestiniene (d. 2004)
- 1935: Lando Buzzanca, actor italian (d. 2022)
- 1936: A. S. Byatt, scriitoare britanică (d. 2023)
- 1937: Eugen Mihăescu, pictor, grafician și om politic român, membru de onoare al Academiei Române
- 1938: Radu Scutelnicu, inginer constructor și inventator român (d. 1998)
- 1942: Constantin Bănică, matematician român (d. 1991)
- 1942: Anna Széles, actriță maghiară din România
- 1944: Gregory Jarvis, inginer și astronaut american (d. 1986)
- 1947: Paulo Coelho, scriitor brazilian
- 1948: Jean-Michel Jarre, muzician francez
- 1957: Stephen Fry, actor englez
- 1958: Steve Guttenberg, actor american
- 1960: Guillermo García Cantú, actor mexican
- 1961: Jared Harris, actor britanic
- 1964: Dana Gould, actor american
- 1965: Marlee Matlin, actriță americană

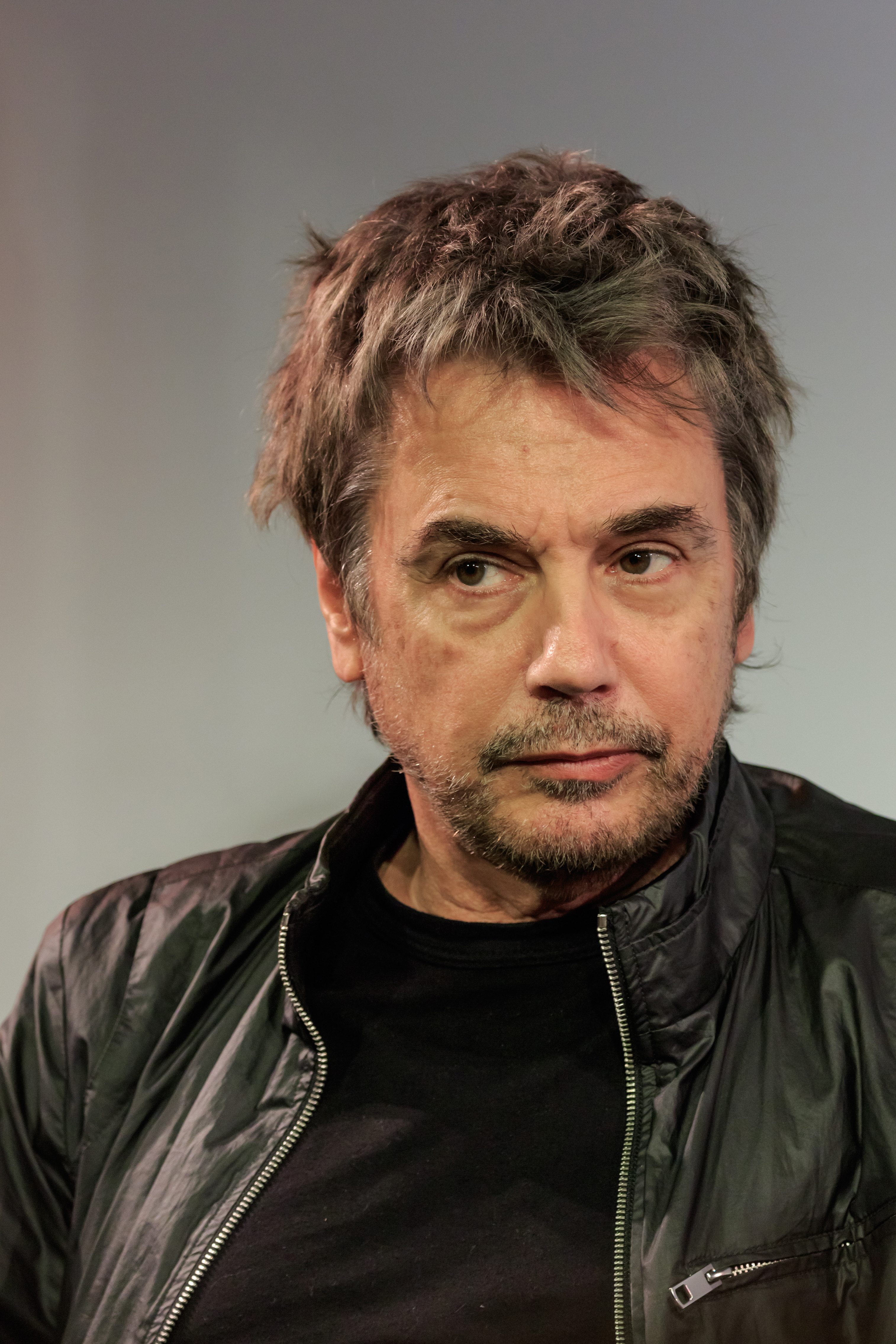
Jean-Michel Jarre, muzician francez
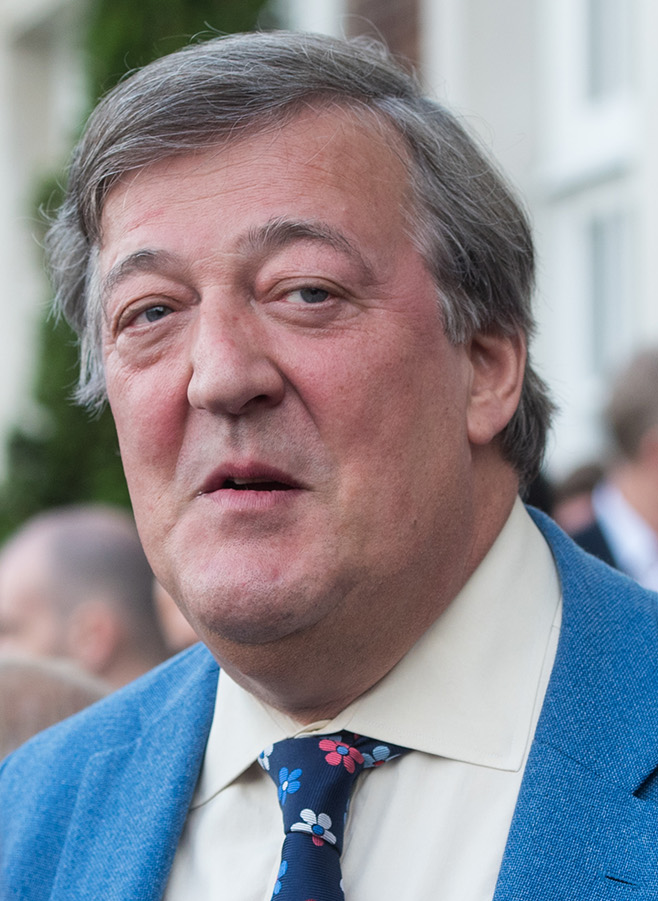
Stephen Fry, actor englez
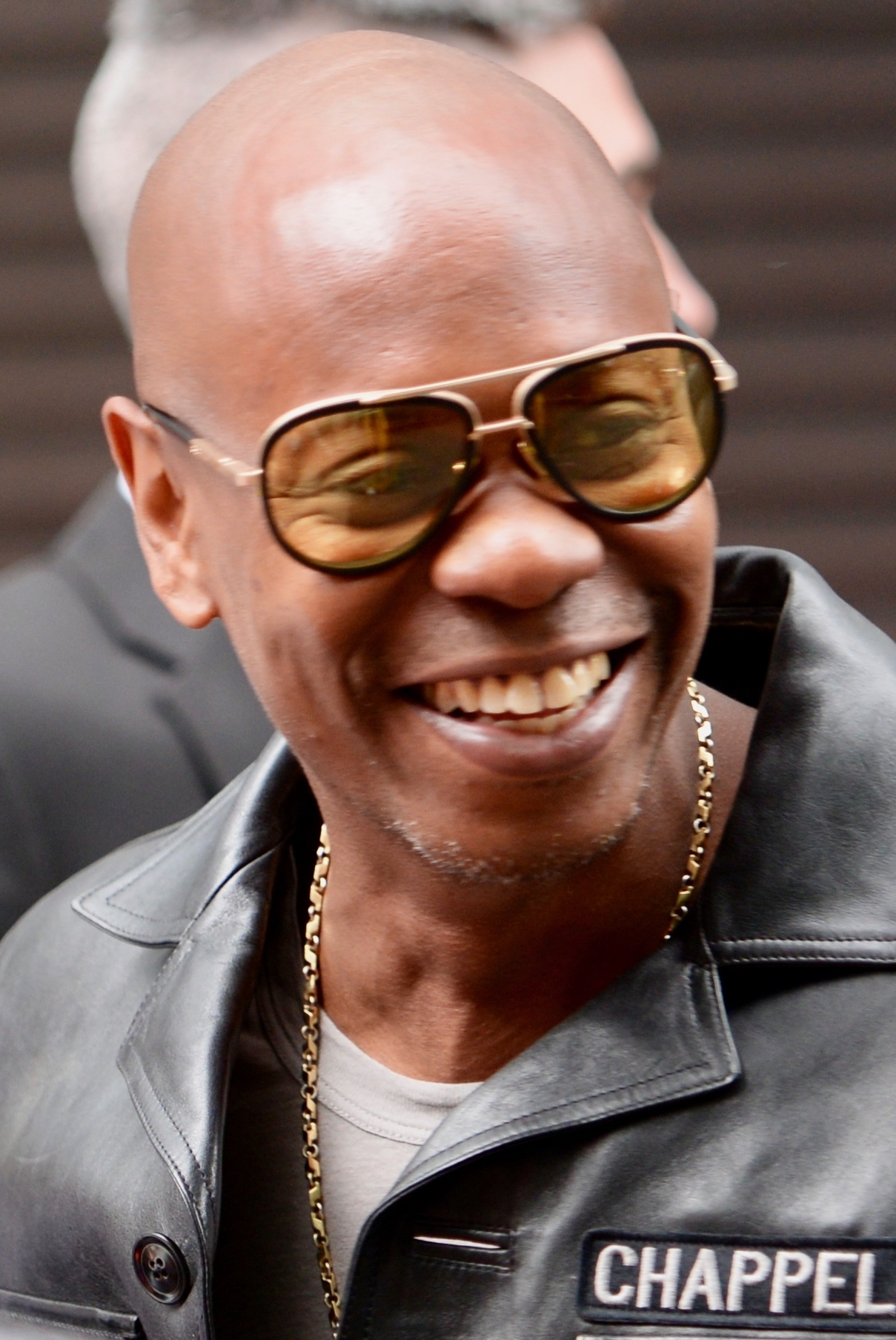
Dave Chapelle, comediant american

- 1966: Ahn Kil Kang, actor sud-coreean
- 1973: Dave Chapelle, comediant, actor american
- 1974: Jennifer Lien, actriță americană
- 1975: Joanna Jakimiuk, scrimeră poloneză
- 1976: James D'Arcy, actor englez
- 1976: Alex O'Loughlin, actor australian
- 1977: Robert Enke, fotbalist german
- 1979: Orlando Engelaar, fotbalist olandez
- 1981: Weston Kelsey, scrimer american
- 1982: José Bosingwa, fotbalist portughez
- 1982: Kim Källström, fotbalist suedez
- 1993: Ina Ioana Todoran, solistă de muzică populară
- 1998: Marc Hirschi, ciclist elvețian

## Decese
- 0079: Plinius cel Bătrân, scriitor și filosof roman (n. 23)
- 1103: Magnus al III-lea al Norvegiei (n. 1073)
- 1709: Elisabeta Dorothea de Saxa-Gotha-Altenburg, prințesă germană, membră a Casei de Wettin (n. 1640)
- 1820: Ion Budai-Deleanu, scriitor român (n. 1760)
- 1832: Sadi Carnot, fizician francez (n. 1796)
- 1868: Costache Negruzzi, prozator, poet și dramaturg român (n. 1808)
- 1883: Henri, conte de Chambord, ultimul descendent legitim pe linie masculină a regelui Ludovic al XV-lea al Franței (n. 1820)
- 1884: Carol Davila, medic român de origine franceză (n. 1828)
- 1888: Rudolf J.E. Clausius, fizician, matematician german (n. 1822)
- 1902: Arhiducesa Margarete Sophie a Austriei, arhiducesă de Austria (n. 1870)

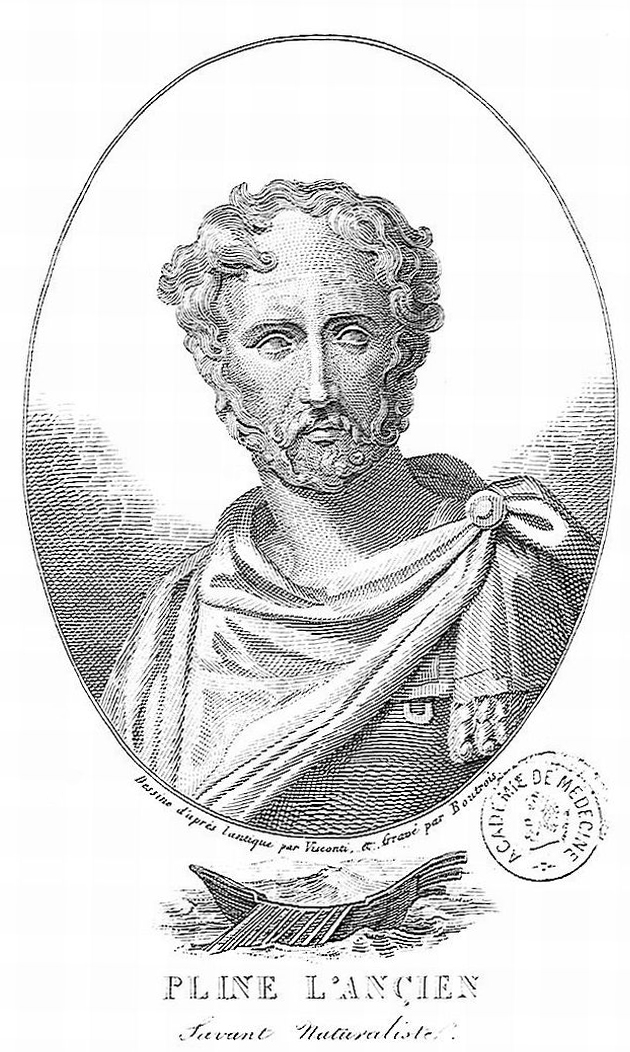
Plinius cel Bătrân, scriitor și filosof roman
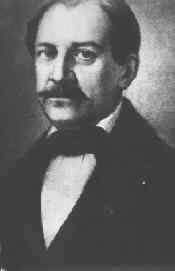
Costache Negruzzi, prozator, poet și dramaturg român
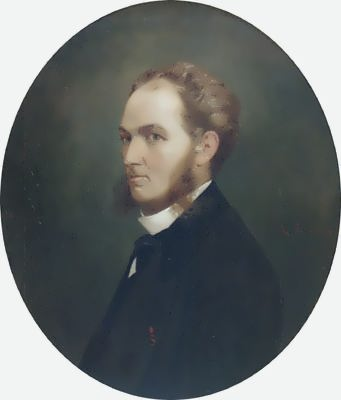
Carol Davila, medic român de origine franceză

- 1919: Friedrich Naumann, teoretician al liberalismului (n. 1860)
- 1928: Aurel Băeșu, pictor român (n. 1896)
- 1932: Gheorghe Cucu, compozitor, dirijor și folclorist român (n. 1882)
- 1940: Paul Nipkow, inventator german (n. 1860)
- 1943: Simone Weil, filosof și activist francez (n. 1909)
- 1990: Harold Masursky, astronom american (n. 1922)
- 1994: Wolf Aichelburg, scriitor de limbă germană din România (n. 1912)
- 2002: Cornelis Johannes van Houten, astronom olandez (n. 1920)
- 2006: Cristian Nemescu, regizor și scenarist român (n. 1979)
- 2010: Constantin Lache, antrenor emerit român de handbal (n. 1923)
- 2014: Richard Attenborough, actor, regizor, producător și antreprenor englez (n. 1923)
- 2016: Michel Butor, poet, romancier și eseist francez (n. 1926)
- 2018: Rudi Rosenfeld, actor român (n. 1941)
- 2021: Charlie Watts, baterist englez, cunoscut ca membru al trupei The Rolling Stones (n. 1941)
- 2023: Bray Wyatt, wrestler american (n. 1987)
- 2024: Christoph Daum, jucător și antrenor german de fotbal (n. 1953)

## Sărbători
- Ucraina: Ziua națională - Proclamarea independenței (1991)